# Pseudotrochalus liberianus
Pseudotrochalus liberianus är en skalbaggsart som beskrevs av Moser 1917. Pseudotrochalus liberianus ingår i släktet Pseudotrochalus och familjen Melolonthidae. Inga underarter finns listade i Catalogue of Life.